# Verkehrsgemeinschaft Donau-Ries

Logo der VDR

Die Verkehrsgemeinschaft Donau-Ries (kurz VDR) ist ein Verkehrsverbund im Landkreis Donau-Ries in Bayern. Er wurde am 14. Juli 1998 gegründet und bietet seit dem 1. September 1999 einen Gemeinschaftstarif für alle beteiligten Busunternehmen an. Auf 36 Buslinien werden 98 Busse eingesetzt, die pro Jahr etwa 4,72 Millionen Passagiere befördern. Auf 977 Kilometern Linienweg befinden sich 474 Haltestellen, die von den 120.000 Menschen im Einzugsgebiet genutzt werden. Insgesamt beschäftigen die beteiligten Verkehrsbetriebe 138 Mitarbeiter. Die Geschäftsführung des VDR wird im dreijährlichen Turnus durch eines der beteiligten Unternehmen wahrgenommen.
Die Deutsche Bahn AG ist nicht in den Verbund integriert, das Bayernticket wird seit 2006 aber auf den VDR-Linien anerkannt.

## Beteiligte Verkehrsunternehmen
- Egenberger Reisen GmbH & Co.KG
- Schwarzer Reise- und Verkehrsbüro GmbH
- Regionalbus Augsburg
- C. Osterrieder
- Gute Reise Hauck GmbH

## Linien

### Im Tarif der VDR
| Linie | Verlauf                                                                                       | Betreiber            | Bemerkungen                           |
| ----- | --------------------------------------------------------------------------------------------- | -------------------- | ------------------------------------- |
| 105   | Donauwörth - Tapfheim - Dillingen                                                             | Regionalbus Augsburg | weiter nach Sontheim (ohne VDR-Tarif) |
| 126   | Nördlingen - Mönchsdeggingen - Schaffhausen                                                   | Schwarzer            |                                       |
| 310   | Rain - Genderkingen                                                                           | Egenberger           | überwiegend Schülerverkehr            |
| 312   | Rain - Bayerdilling                                                                           | Egenberger           | überwiegend Schülerverkehr            |
| 313   | Holzheim - Hemerten                                                                           | Egenberger           | Schülerverkehr                        |
| 314   | Rain - Staudheim                                                                              | Egenberger           | überwiegend Schülerverkehr            |
| 315   | Rain - Mertingen - Donauwörth                                                                 | Egenberger           | überwiegend Schülerverkehr            |
| 501   | Nördlingen - Fremdingen - Dinkelsbühl - Feuchtwangen                                          | Schwarzer            |                                       |
| 502   | Nördlingen - Fremdingen - Belzheim - Oettingen                                                | Schwarzer            |                                       |
| 503   | Nördlingen - Oettingen - Wassertrüdingen                                                      | Schwarzer            |                                       |
| 504   | Nördlingen - Deiningen - Wemding                                                              | Schwarzer            |                                       |
| 505   | Nördlingen - Hohenaltheim - Diemantstein                                                      | Schwarzer            |                                       |
| 506   | Nördlingen - Ederheim - Amerdingen                                                            | Schwarzer            |                                       |
| 508   | Stadtbus Nördlingen Linie 1: Wemdinger Viertel Linie 2: Herkheimer Viertel Linie 3: Baldingen | Schwarzer            |                                       |
| 648   | Oettingen - Westheim - Gunzenhausen                                                           | Hauck                |                                       |
| 649   | Döckingen - Gunzenhausen                                                                      | Hauck                |                                       |
| 700   | Donauwörth - Harburg - Wemding                                                                | Osterrieder          |                                       |
| 711   | Donauwörth - Heroldingen                                                                      | Osterrieder          | überwiegend Schülerverkehr            |
| 720   | Wemding - Wolferstadt - Döckingen                                                             | Osterrieder          |                                       |
| 730   | Oettingen - Wemding - Otting-Weilheim                                                         | Osterrieder          |                                       |
| 735   | Oettingen - Munningen - Wemding                                                               | Osterrieder          |                                       |
| 740   | Oettingen - Möttingen - Merzingen                                                             | Osterrieder          |                                       |
| 745   | Wemding - Alerheim - Mauren                                                                   | Osterrieder          |                                       |
| 750   | Nördlingen - Amerbach - Ursheim                                                               | Osterrieder          | überwiegend Schülerverkehr            |
| 760   | Oettingen - Megesheim - Wolferstadt                                                           | Osterrieder          |                                       |
| 770   | Wemding - Fünfstetten - Monheim                                                               | Osterrieder          |                                       |
| 790   | Wemding - Steinhart                                                                           | Osterrieder          |                                       |
| 800   | Donauwörth - Treuchtlingen                                                                    | Osterrieder          |                                       |
| 820   | Wemding - Kaisheim                                                                            | Osterrieder          | Schülerverkehr                        |
| 830   | Donauwörth - Monheim - Blossenau                                                              | Osterrieder          |                                       |
| 860   | Donauwörth - Natterholz                                                                       | Osterrieder          |                                       |
| 870   | Monheim - Buchdorf                                                                            | Osterrieder          | überwiegend Schülerverkehr            |
| 880   | Monheim - Wittesheim                                                                          | Osterrieder          | Schülerverkehr                        |
| 901   | Donauwörth - Marxheim                                                                         | Egenberger           | überwiegend Schülerverkehr            |

### Ohne Tarif der VDR
| Linie | Verlauf                                                  | Betreiber             | Bemerkungen                                     |
| ----- | -------------------------------------------------------- | --------------------- | ----------------------------------------------- |
| 1     | Donau-Ries-Klinik - Bahnhof - Zentrum - Berg - Parkstadt | Deutsche Bahn         | Stadtbus Donauwörth                             |
| 2     | Bahnhof - Zentrum - Riedlingen                           | Deutsche Bahn         | Stadtbus Donauwörth                             |
| 3     | Donauwörth - Nordheim - Auchsesheim                      | Deutsche Bahn         | Stadtbus Donauwörth                             |
| 4     | Donauwörth - Oberndorf                                   | Deutsche Bahn         | Stadtbus Donauwörth, überwiegend Schülerverkehr |
| 5     | Donauwörth - Tapfheim - Bissingen                        | Deutsche Bahn         | Stadtbus Donauwörth, überwiegend Schülerverkehr |
| 6     | Donauwörth - Zirgesheim (- Schäfstall)                   | Deutsche Bahn         | Stadtbus Donauwörth                             |
| 405   | Mertingen - Wertingen                                    | AVV                   |                                                 |
| 1001  | Amerdingen - Diemantstein - Kösingen                     | Gerstmayr             | Schülerverkehr                                  |
| 7696  | Nördlingen - Bopfingen - Lauchheim - Aalen               | Regionalbus Stuttgart |                                                 |
| A     | Monheim - Warching - Wittesheim                          | SoMit BürgerBus       | Bürgerbus                                       |
| B     | Monheim - Weilheim - Otting                              | SoMit BürgerBus       | Bürgerbus                                       |
| C     | Monheim - Flotzheim                                      | SoMit BürgerBus       | Bürgerbus                                       |
| E     | Monheim - Warching - Rögling - Tagmersheim - Blossenau   | SoMit Bürgerbus       | Bürgerbus                                       |

Der Lechbus verbindet Rain am Lech mit den umliegenden Gemeinden. Der Rufbus muss spätestens 30 Minuten vor Abfahrt telefonisch gebucht werden.
Seit Mai 2021 verbindet Nö-mobil die Stadt Nördlingen, ihre Stadtteile sowie die Gemeinden Wallerstein, Deiningen, Möttingen, Reimlingen und Ederheim. Ähnlich wie beim Lechbus muss die Fahrt 60 Minuten vorher gebucht werden. Das funktioniert per Telefon oder über die Internetseite.